# Licneremaeus polygonalis
Licneremaeus polygonalis är en kvalsterart som beskrevs av Hammer 1971. Licneremaeus polygonalis ingår i släktet Licneremaeus och familjen Licneremaeidae. Inga underarter finns listade i Catalogue of Life.